# Watles
Watles – szczyt w Sesvennagruppe, części Alp Retyckich, zlokalizowany w północnych Włoszech, w regionie Trydent-Górna Adyga (prowincja Bolzano), na północny zachód od Malles Venosta, w pobliżu granicy włosko-szwajcarskiej i włosko-austriackiej.
Na południowo-wschodnim zboczu góry, na wysokości 1740–2500 m n.p.m., funkcjonuje ośrodek narciarski Watles, będący członkiem stowarzyszenia Ortler Skiarena (sieć 15 ośrodków narciarskich: 14 w Tyrolu Południowym we Włoszech i jednego w Gryzonii w Szwajcarii). Regularnie odbywają się tu zawody Pucharu Świata w narciarstwie dowolnym.